# Cento di queste vite
Cento di queste vite è un album dei Pooh pubblicato il 29 settembre del 2000 e balzato poco dopo ai vertici delle classifiche italiane di vendita. Risulta il 24º album più venduto del 2000

## Il disco
Anche in questo disco, come in Amici per sempre, c'è stato qualche attrito tra i componenti della band, a causa della scelta del singolo promozionale: Stefano e Red propongono Stai con me, canzone scritta da entrambi ed interpretata da Red; mentre Roby e Dodi puntavano su un altro brano: I respiri del mondo. A spuntarla sono stati Stefano e Red.
Il disco è un tentativo di tornare alle sonorità degli anni settanta, con arrangiamenti che prevedono un utilizzo più incisivo della chitarra elettrica di Dodi Battaglia, relegato a ruoli marginali nel precedente album.
Si comincia con la voce di Stefano D'Orazio in Un grande amore, brano di impatto rock, dalla melodia e dal testo molto simili a Dimmi di sì.
La canzone più impegnata dell'album è Puoi sentirmi ancora, che parla della morte di una loro giovane fan e che, in stile anni settanta, si conclude con una lunga coda strumentale.
Altri brani che spiccano sono Buona fortuna e buon viaggio, ballata firmata da Stefano D'Orazio che tratta tematiche sociali (la storia di una prostituta dell'est e il suo viaggio di ritorno nel proprio paese d'origine dopo la triste esperienza in Italia) e Padre a vent'anni, poetico messaggio immaginario di un bambino al proprio padre, militare in missione di pace nei Balcani.

## Tracce
1. Un grande amore (Facchinetti-Negrini) - 5'15" - Voce principale: Stefano
2. Non dimenticarti di me (Facchinetti-D'Orazio) - 4'38" - Voce principale: Roby
3. Stai con me (Canzian-D'Orazio) - 4'34" - Voce principale: Red
4. Padre a vent'anni (Battaglia-Negrini) - 5'27" - Voce principale: Dodi
5. Ti sposerei domani (Facchinetti-D'Orazio) - 4'38" - Voce principale: Roby
6. Io ti vorrei di più (Canzian-D'Orazio) - 4'02" - Voce principale: Red
7. I respiri del mondo (Facchinetti-Negrini) - 4'35" - Voci principali: Roby, Dodi, Red, Stefano
8. Buona fortuna e buon viaggio (Battaglia-D'Orazio) - 3'55" - Voce principale: Dodi
9. L'altra faccia dell'amore (Canzian-D'Orazio) - 4'30" - Voce principale: Red
10. Devi crederci (Battaglia-Negrini) - 4'09" - Voce principale: Dodi
11. Puoi sentirmi ancora (Facchinetti-Negrini) - 7'20" - Voce principale: Roby

## Formazione
- Roby Facchinetti - voce e tastiere
- Dodi Battaglia - voce e chitarre
- Stefano D'Orazio - voce, batteria e flauto traverso
- Red Canzian - voce e basso

## Classifiche

### Classifiche settimanali
| Classifica (2000) | Posizione massima |
| ----------------- | ----------------- |
| Europa            | 23                |
| Italia            | 1                 |

### Classifiche di fine anno
| Classifica (2000) | Posizione |
| ----------------- | --------- |
| Italia            | 24        |